# Åbro Bryggeri

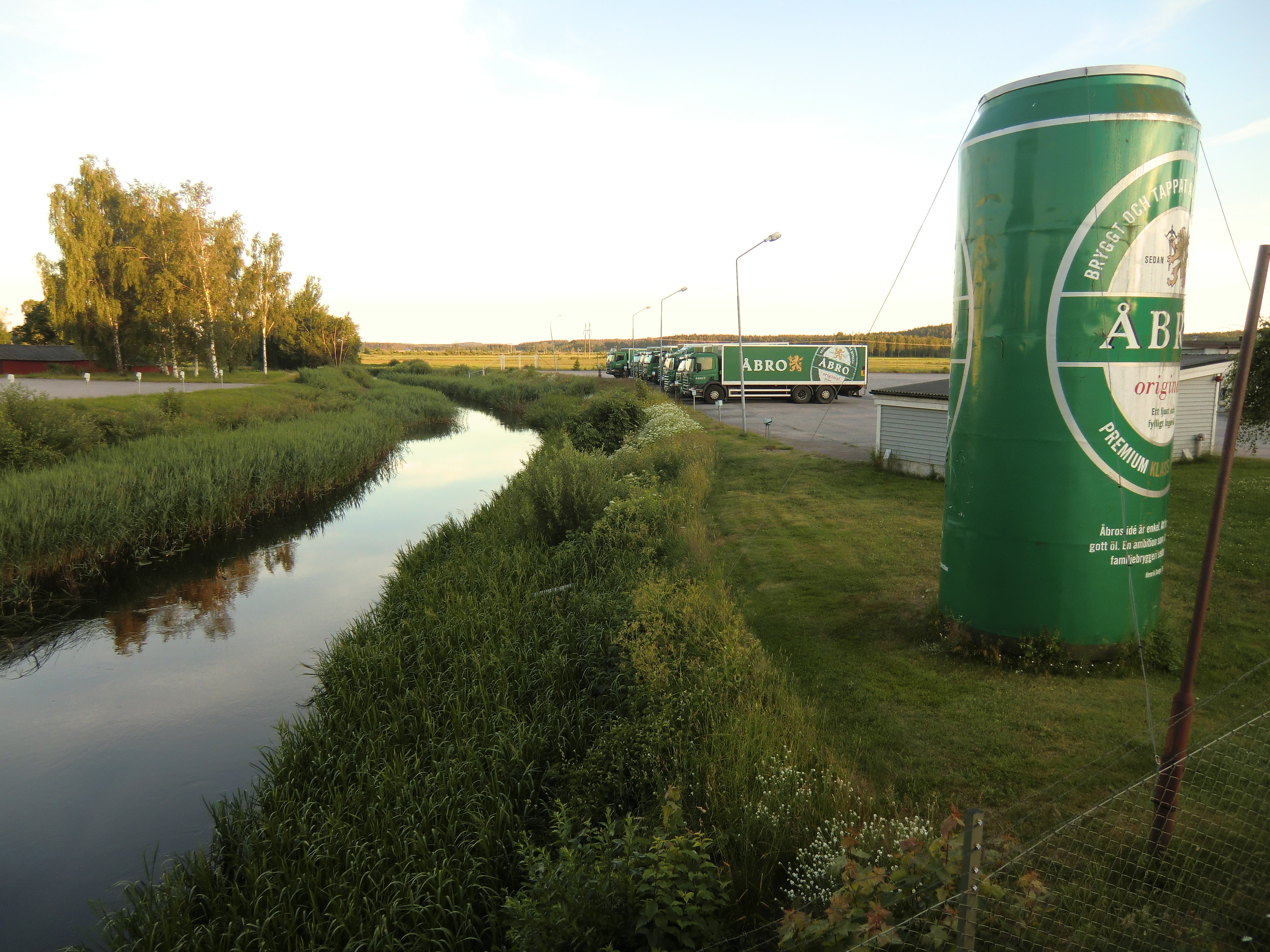
De rivier Stångån stroomt langs de Åbro-brouwerij in Vimmerby

Åbro Bryggeri AB is een brouwerij in de Zweedse plaats Vimmerby. Ze noemt zich de oudste nog bestaande familiale brouwerij van Zweden. Ze werd opgericht in 1856 door luitenant Per Luthander. Toen die aan het begin van de jaren 1860 zijn militaire loopbaan weer opnam, nam zijn brouwmeester Anders Andersson de leiding over, en registreerde het bedrijf in 1865 als Åbro Bryggeri-Bolag. In 1898 kocht Axel Herman Johansson het bedrijf, en de brouwerij bleef sindsdien in familiehanden. Axel Herman is de overgrootvader van de huidige (2016) eigenaar, Henrik Dunge.
In 2006 kocht de brouwerij een eerste eigen pub, The Bull & Bear Inn in Stockholm. In 2014 nam Åbro de Deense brouwerij Brøckhouse Bryggeri volledig over.

## Producten
De brouwerij produceert een breed gamma van bieren, onder meer
- Åbro Original (pilsbier met 5,2 volumepercentage alcohol)
- Åbro Original Extra Stark (7,3%)
- Åbro Export Premium Lageröl (5,3%)
- Åbro Bryggmästarens Bästa Ekologiska (5,0%)
- Åbro Bryggmästarens Premium Gold (5,7%)
- Åbro Bryggmästarens Premium Dark (5,0%)
- Åbro Bryggmästarens Bästa Mellanöl (4,5%)
- Åbro Lejon (5,9%)
- Åbro Sigill (5,2%)
- Åbro Lättöl (2,2%)
- Kung Starköl (5,2%)
- Sju Komma Tvåan (7,2%)
- Fem Komma Tvåan (5,2%)
- BRON India Pale Ale (6,4%)

Daarnaast produceert Åbro ook mineraalwater en limonades onder de merknaam Hwila, met water uit een eigen bron, en cider onder de merknaam Rekorderlig (op basis van appelen, of peren gemengd met aardbei en limoen; alcoholgehalte van 0 tot 4,5vol%).

## Sportsponsoring
De brouwerij is sedert 1994 een hoofdsponsor van de voetbalclub AIK Fotboll uit Stockholm. In 2016 sponsorde ze ook het Scandinavian Touring Car Championship (STCC).